# کارل یکم (فیلم)
«کارل یکم» (انگلیسی: Carol I) یک فیلم به کارگردانی سرجیو نیکلائسکو است که در سال ۲۰۰۹ منتشر شد. از بازیگران آن می‌توان به سرجیو نیکلائسکو اشاره کرد.